# Gamini Dissanayake
Dissanayake Mudiyanse Ralahamilage Lionel Gamini Dissanayake, (en singhalais :  ලයනල් ගාමිණි දිසානායක; en tamoul : காமினி திஸாநாயக்க;), connu sous le nom de Gamini Dissanayake , (né le 20 mars 1942 - mort le 24 octobre 1994), est un homme politique du Sri Lanka.
Il est candidat aux élections présidentielles de 1994 et représente l'United National Party, quand il est assassiné par un attentat-suicide des Tigres tamouls.

## Biographie

### Enfance
Il est né à Kandy en tant que fils aîné d'une famille de sept enfants. Son père, Andrew Dissanayake, était député et vice-ministre du gouvernement du Sri Lanka Freedom Party de Solomon Bandaranaike. Sa mère, Welegedara Samaratunga Kumarihamy, est né et a grandi à Kotmale. La riche famille Dissanayake résidait à la fois à Kandy et à Nuwara Eliya. Dissanayake a fait ses études au prestigieux Trinity College de Kandy et a fait ses études supérieures au Sri Lanka Law College. Il a complété un Master en relations internationales à l'Université de Cambridge au Royaume-Uni.

### Carrière politique
Il est élu député en 1970. Il est membre du Parti national unifié (UNP). En qualité de membre du gouvernement il est responsable du projet de la Mahaveli Ganga (programme d'aménagement hydraulique). En 1991 il quitte l'UNP pour fonder un nouveau parti, le Front démocratique uninational (DUNF). Mais il retourne à l'UNP après l'assassinat de Ranasinghe Premadasa, en 1993. Il est candidat à l'élection présidentielle et meurt dans l'attentat qui lui coûte la vie ainsi qu'à une cinquantaine de personnes. 